# Anne Böckler-Raettig
Anne Böckler-Raettig (* in Schwäbisch Gmünd) ist eine deutsche Psychologin. Sie ist seit 2021 Professorin für Forschungsmethoden & Soziale Kognition an der Universität Würzburg. Zu ihren Forschungsschwerpunkten im Bereich der Kognitionspsychologie, der Neurowissenschaften und der Sozialpsychologie gehören die Aspekte zwischenmenschlicher Interaktion, darunter Blickkontakt, Empathie, Theory of Mind und prosoziales Verhalten. Hierzu gehört etwa die Erforschung der menschlichen Hilfsbereitschaft und der Möglichkeiten ihrer Beeinflussung oder Trainierbarkeit.

## Werdegang
Anne Böckler absolvierte 2002 bis 2008 ein Diplomstudium der Psychologie an der Humboldt-Universität zu Berlin, mit einem Auslandssemester in Glasgow. Als Doktorandin ging sie an das Donders Institute for Brain, Cognition, & Behaviour an der Radboud-Universität Nijmegen, wo sie 2013 mit einer Arbeit zu  sozialer Interaktion promovierte. Von 2012 bis 2015 forschte sie als wissenschaftliche Mitarbeiterin am Max-Planck-Institut für Kognitions- und Neurowissenschaften in Leipzig. 2015 wurde sie Juniorprofessorin beim Institut für Psychologie an der Universität Würzburg, wo sie am Lehrstuhl für kognitive Psychologie experimentelle und empirische Forschungsmethoden lehrte und zu sozialer Kognition und Interaktion forschte.
Seit 2018 leitet sie eine Emmy-Noether-Forschungsgruppe der DFG in einem internationalen Projekt mit den Mechanismen und Funktion des Blickkontakts in Kommunikationssituationen.
Im April 2020 nahm Anne Böckler-Raettig einen Ruf an die Leibniz-Universität in Hannover auf eine W2-Professur für Allgemeine Psychologie an, wo sie bis 2021 arbeitete.

## Publikationen (Auswahl)
- Looking at the world together : how others' attentional relations to jointly attended scenes shape cognitive processing. (Dissertation, Radbout Universität). Nijmegen 2013.
- Böckler, A., Wilkinson, A., Huber, L. and Sebanz, N. (2016): Social Coordination. In The Wiley Handbook of Evolutionary Neuroscience, S.V. Shepherd (Ed.). https://doi.org/10.1002/9781118316757.ch17.
- Theory of mind. Ernst Reinhardt Verlag, München 2019, ISBN 978-3-8252-5133-8.